# Hexamethonium
Hexamethonium ist eine quartäre Ammoniumverbindung und stammt aus derselben Serie von Methoniumverbindungen wie das 1948 erstmals synthetisierte Decamethonium. Es wirkt als spezifischer, neuronaler Antagonist am nikotinischen Acetylcholin-Rezeptor (nAchR), welcher in autonomen Ganglien durch Bindung an den NN-Rezeptor wirkt, nicht direkt an der Ach-Bindungsstelle. Hexamethonium hat keinen direkten Effekt auf muskarinische Acetylcholinrezeptoren (mAchR) und auf die nAch-Rezeptoren in der motorischen Endplatte der neuromuskulären Synapse, scheint jedoch in höherer Dosis als negativer allosterischer Modulator an letzteren zu wirken, da es in vitro die Reaktion von Skelettmuskeln auf Acetylcholin und Decamethonium abschwächt. Die hierfür nötigen Dosen lagen im Experiment über eine Größenordnung über jenen, bei denen die Ganglienblockade einsetzte. Hexamethonium wurde als Ganglienblocker gegen überhöhten Blutdruck eingesetzt. Die zahlreichen Nebenwirkungen haben die Ganglienblocker weitgehend obsolet gemacht. Hexamethonium hat heute hauptsächlich experimentelle Bedeutung.
Das Decamethonium hat statt sechs zehn Kohlenstoffatome zwischen den Stickstoffatomen. Im Gegensatz zu Hexamethonium hat dieses  praktisch keine blockierende Wirkung auf die autonomen Ganglien, dafür ist Decamethonium ein potenter depolarisierender neuromuskulärer Blocker und zeigt zudem in vitro sehr schwache Anticholinesterase-Aktivität.